# Albert Demangeon
Albert Demangeon (Cormeilles, Eure, 1872-París, 1940) fue un geógrafo francés destacado promotor de la geografía regional y la geografía humana.

## Biografía
Hijo de una familia de pequeños funcionarios, fue un alumno bastante brillante consiguiendo acceder en 1892, tras superar las pruebas a la “École Normale Supérieure”. Allí recibe clases de Vidal de la Blache, Charles Seignobos y Ernest Lavisse. También conoce a otros alumnos como Emmanuel de Martonne. Tras realizar el servicio militar y pasar un tiempo como supervisor en la “École Normale Supérieure” y profesor en Amiens, Demangeon realiza y defiende con éxito en 1905 su famosa tesis regional sobre la Picardía. Ésta tesis será considerada durante muchos años como un modelo de monografía regional. “La Picardie” también supuso su puerta de entrada a la enseñanza superior, primero en la Universidad de Lille y posteriormente en La Sorbona (1911). En diciembre de 1925 se convierte en titular de la cátedra de geografía económica de La Sorbona. Su situación laboral no cambiará ya hasta su muerte en 1940.
Albert Demangeon destacó entre los geógrafos de su época por la cantidad y calidad de sus trabajos. Aunque al principio de su carrera se dedicó sobre todo a la geografía regional, posteriormente estableció una aproximación sistemática en los campos de la geografía económica, la geografía política y los estudios sobre el hábitat y la vivienda rural. Escribió gran número de artículos en los Annales de Géographie y también colaboró en el surgimiento de la revista Annales de Historia Económica y Social. Entre sus influencias intelectuales cabe citar sobre todo a Paul Vidal de la Blache del que heredó su metodología inductiva e historicista. También la del ingeniero Vauban al que consideraba uno de los precursores de la geografía moderna. Tuvo varios discípulos que han reconocido su deuda con Demangeon como Jean Gottmann o Pierre Vilar.
Entre sus obras más conocidas pueden citarse además de “La Picardía” (1905), el visionario ensayo “Le déclin de l'Europe” (1920), donde planteaba el fin de la hegemonía Europea en el mundo tras la Primera Guerra Mundial y el surgimiento de las nuevas potencias: Estados Unidos y Japón. “L'Empire britannique: Etude de géographie coloniale” (1923) que analizaba el surgimiento del imperio británico, su estructura geográfica y sus problemas. Sus volúmenes para la “Geografía Universal” sobre las islas británicas y los Países Bajos (1927). El libro escrito junto con Lucien Febvre: “Le Rhin. Problèmes d'histoire et d'économie” (1935). Por último el libro póstumo “Problemas de Geografía Humana” (1942), una recopilación de varios artículos y un texto inédito que tuvo bastante influencia posterior “Una definición de la geografía humana”.